# 乔安妮·拉塞尔
乔安妮·拉塞尔（英語：JoAnne Russell，1954年10月30日—），生于佛罗里达州迈阿密，美国女子网球运动员。她曾搭档海伦·古尔利获得1977年温布尔登网球锦标赛女子双打冠军。